# 山本留次

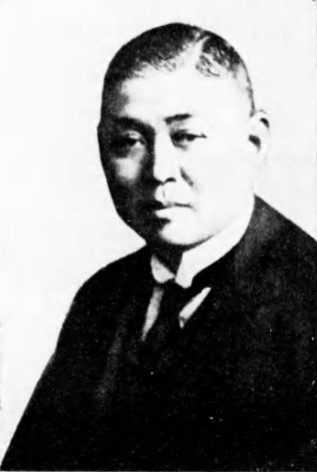
山本留次

山本 留次（やまもと とめじ、1872年10月30日〈明治5年9月28日〉 - 1952年〈昭和27年〉9月28日）は、明治から昭和時代前期の実業家。

## 経歴
山本利作の二男としてのちの新潟県長岡市に生まれる。1886年（明治19年）16歳にして伯父の大橋佐平と共に上京し、翌年博文館を創設し支配人を務める。1897年（明治30年）7月には大橋佐平と従兄の大橋新太郎と共に博進社を創立し洋紙を商い、同社専務理事を務めた。1899年（明治32年）12月、大阪に支店を開いたのち、1903年（明治36年）10月、博愛社を創立し幹事となり、ついで1905年（明治38年）2月には東亜公司を設立し取締役に就任した。同年12月、商業視察のため清などに渡ったのち1909年（明治42年）9月、文運堂を創立し文房具の製造販売を行った。
1910年（明治43年）欧米各国の視察を経て帰朝後の1911年（明治44年）4月には博進社の資本金を300万円に増資し、自身は専務取締役となった。ほか、東京莫大小、東京蓄音機各取締役、北越製紙、日本板紙共同販売所各監査役、東京商工会議所議員、山本保全、大日本鉛筆各社長、東京商会会長、日本加工製紙取締役、磐城電気、日本化学工業、オリエンタル写真工業、富谷製薬所、南満鉱業、明治製菓、日本フエルト各監査役、東京紙商同業組合組長などを歴任した。「博文館日記」の創案者とされる。

## 親族
- 伯父：大橋佐平（博文館創業者）[4]
- 従兄：大橋新太郎（実業家、衆議院議員、貴族院議員）[3]